# Mudujjacha
La Mudujjacha (in russo Мудуйяха?) è un fiume della Siberia Occidentale che scorre nel Tazovskij rajon del Circondario autonomo Jamalo-Nenec, in Russia.
Il fiume nasce nel Bassopiano della Siberia occidentale dalla confluenza dei fiumi Levaja Mudujjacha e Pravaja Mudujjacha.
È un affluente di sinistra del fiume Messojacha in cui sfocia 162 km prima del suo sbocco nell'Estuario del Taz. La lunghezza della Mudujjacha è di 237 km, l'area del suo bacino è di 5 230 km². L'affluente maggiore (da destra) è il Sygderjacha, lungo 98 km.